# 211
| 211                |
| ------------------ |
| Dødsfald - Fødsler |
|                    |

| Gregoriansk kalender | 211 CCXI                |
| Ab urbe condita      | 964                     |
| Armensk kalender     | I/T                     |
| Kinesiske kalender   | 2907 – 2908 庚寅 – 辛卯 |
| Etiopisk kalender    | 203 – 204               |
| Jødisk kalender      | 3971 – 3972             |
| Hindukalendere       |                         |
| - Vikram Samvat      | 266 – 267               |
| - Shaka Samvat       | 133 – 134               |
| - Kali Yuga          | 3312 – 3313             |
| Iransk kalender      | 411 BP – 410 BP         |
| Islamisk kalender    | 424 BH – 423 BH         |

Se også 211 (tal)

## Dødsfald
- 4. februar: romersk Kejser Septimius Severus dør under kampe mod pikterne, der er trængt ind fra Skotland.